# Pavel Lapeš
Pavel Lapeš (* 2. července 1993, Brno) je český fotbalový útočník, momentálně[kdy?] působící v čtvrtoligovém  týmu Tj Sokol Tasovice. Postupně prošel Znojmem, Zbrojovkou, Kroměříží, Břeclaví a nyní[kdy?] je opět v týmu Tj Sokol Tasovice.

## Klubové statistiky
Aktuální k 26. května 2012
| Sezona | Klub                | Země  | Soutěž | Zápasy | Góly |
| ------ | ------------------- | ----- | ------ | ------ | ---- |
| 11/12  | FC Zbrojovka Brno B | Česko | MSFL   | 11     | 2    |
|        | celkem              |       |        | 11     | 2    |